# Parmis
Parmis (en elamita Uparmiya), fue una princesa persa, miembro de la dinastía aqueménida. Era hija de Esmerdis, quien a su vez era hijo de Ciro el Grande, fundador del Imperio persa.
Cuando se produjo la muerte del rey Cambises II en el 522 a. C., se desató una crisis sucesoria que finalizó con el ascenso de Darío I, miembro de una rama colateral de la dinastía. Para legitimar su posición, el nuevo rey buscó emparentarse más estrechamente con la familia de Ciro: se casó con sus hijas Atosa y Artistona, y con su nieta Parmis.
Parmis es mencionada en dos ocasiones por el historiador griego Heródoto (Historias III, 88; VII, 78), al mismo tiempo que por las tablillas de la fortaleza de Persépolis (tablillas administrativas escritas en elamita), donde es llamada Uparmiya.
Ariomardo es el único hijo que conocemos que tuvo con Darío.